# Карбид трииттрия
Карбид трииттрия — бинарное неорганическое соединение 
металла иттрия и углерода с формулой Y3C, 
кристаллы.

## Получение
- Нагревание иттрия с углеродом в электрической печи:

{\displaystyle {\mathsf {3Y+C\ {\xrightarrow {T}}\ Y_{3}C}}}

## Физические свойства
Карбид трииттрия образует кристаллы 
кубической сингонии, 
параметры ячейки a = 0,5102 нм.